# Zymologa mylicopa
Zymologa mylicopa är en fjärilsart som beskrevs av Edward Meyrick 1919. Zymologa mylicopa ingår i släktet Zymologa och familjen äkta malar.
Artens utbredningsområde är Colombia. Inga underarter finns listade i Catalogue of Life.